# Novus ordo seclorum

Зворотня сторона Великої печатки США

Novus ordo seclorum — девіз, що дослівно означає у перекладі з латинської «Новий порядок віків», тобто: «Нова ера».

## Поява
Ці слова розміщені на зворотному боці державної печатки США від 1782 року, вибитої на однодоларовій купюрі від 1935. «Новий світовий порядок» — неправильний їх переклад. У цьому разі вони звучали б так: лат. «Novus ordo mundi».
Ці слова є натяком на 5 і 4 еклоги поета Публія Вергілія Марона (Publius Vergilius Maro): Magnus ab integro saeclorum nascitur ordo — «Нині-бо знову часів починається стрій величавий». Чарльз Томсон, творець державної печатки США, колись написав, що ці слова особливо чітко описують всі починання нової ери США.